# Mr. Monk's Last Case: A Monk Movie
Mr. Monk's Last Case: A Monk Movie (letteralmente: L'ultimo caso del signor Monk: un film su Monk) è un film per la televisione del 2023 diretto da Randy Zisk, sequel della serie televisiva Detective Monk.

## Trama
L'ex detective Adrian Monk è entrato in depressione dopo la pandemia di COVID-19 e l'allontanamento da San Francisco di quasi tutti i suoi amici, e pensa costantemente al suicidio per riunirsi alla defunta moglie Trudy (di cui ha frequenti visioni).
Quando l'editore rifiuta la sua autobiografia e gli chiede la restituzione dell'acconto, l'uomo è inoltre costretto a rivedere i suoi piani per le imminenti nozze della figliastra Molly, che dovrà accontentarsi di un matrimonio semplice con pochi intimi. Per l'occasione, Nathalie e Randy (che avevano lasciato San Francisco diversi anni prima) fanno ritorno in città.
Il fidanzato di Molly, Griffin, è un giornalista appassionato di sport estremi, e muore il giorno prima delle nozze per un incidente con il bungee jumping. Molly è però convinta che si tratti di un omicidio ad opera di Rick Eden, miliardario senza scrupoli che Griffin aveva accusato per la morte dell'ex socio in affari.
Benché riluttante, Adrian acconsente a seguire il caso, rimandando i suoi piani per farla finita. Riuscirà così ad incastrare Eden, anche grazie all'aiuto di Nathalie, Disher e Stottlemeyer (ormai in pensione e capo della sicurezza dello stesso Eden).
Nel finale, Monk parla con gli spiriti di Trudy e delle vittime degli omicidi che ha risolto in passato, convincendosi che la vita abbia ancora un senso e decidendo di tornare a collaborare con il dipartimento di polizia.

## Produzione
Nel marzo 2023, Tony Shalhoub confermò che un film TV di 90 minuti dedicato al personaggio di Monk era in produzione. Poco dopo, Peacock ne annunciò il titolo. I membri originali del cast, ossia Shalhoub, Ted Levine, Traylor Howard, Jason Gray-Stanford, Melora Hardin e Héctor Elizondo furono confermati nei loro ruoli, con il creatore della serie Andy Breckman alla scrittura. L'unico cambiamento nel cast riguardò il personaggio di Molly, interpretata da Alona Tal nella stagione 8 e da Caitlin McGee nel film.
Le riprese si svolsero perlopiù a Toronto, nel mese di maggio 2023.

## Distribuzione
Il film è stato trasmesso negli Stati Uniti su Peacock TV l'8 dicembre 2023.
In Italia è stato reso disponibile sulle piattaforme Prime Video e Rakuten TV con sottotitoli in italiano. Dal luglio 2025 la versione doppiata in italiano è stata distribuita su Netflix, con il ritorno di una parte dei doppiatori originali della serie.

## Accoglienza
Sul sito di recensioni Rotten Tomatoes il film ha un indice di gradimento del 92% sulla base di 24 recensioni. Su Metacritic ha un punteggio di 65 su 100 basato su 6 recensioni.

## Riconoscimenti (parziale)
- 2024 - Primetime Emmy Awards[8]
  - Candidatura al migliore film per la televisione